# Coleophora cercidiphyllella
Coleophora cercidiphyllella é uma espécie de mariposa do gênero Coleophora pertencente à família Coleophoridae.